# Derby Paulista
Derby Paulista è il nome dato comunemente all'incontro di calcio tra Corinthians e Palmeiras.
È una delle più grandi rivalità nel calcio mondiale: CNN lo considera il nono classico più grande del mondo, il secondo nelle Americhe e l'unico in Brasile ad essere tra le principali rivalità mondiali. D'altra parte, il sito web di Football Derbies ha inserito The Paulista Derby come la quarta più grande rivalità al mondo (e la prima in Brasile), ora classificata all'ottava posizione nella classifica mondiale, mentre la rivista brasiliana Trivela lo classifica come il secondo più grande del Brasile.
Corinthians e Palmeiras hanno già deciso campionati statali (Campeonato Paulista), regionali (Torneio Rio-São Paulo) e nazionali ( Campeonato Brasileiro), oltre a un Copa Libertadores semifinali e quarti di finale. Nessun'altra rivalità calcistica brasiliana ha coinvolto così tanti trofei importanti.
La rivalità tra i fan dei due club è anche la più grande tra i grandi fan nello stato di San Paolo. L'indagine Datafolha nel 2010 ha mostrato che il 59% dei fan di Corinthians considera Palmeiras il più grande rivale. Per il 77% dei fan della città, il più grande rivale è Corinthians. Nel febbraio 2017, un sondaggio Datafolha pubblicato dal quotidiano Folha de S. Paulo ha mostrato che la maggior parte della popolazione nella città di San Paolo ha continuato a considerare il classico tra Corinthians e Palmeiras come quello con la più grande rivalità a San Paolo. Secondo il sondaggio, condotto tra l'8 e il 9 febbraio 2017, il 35% degli intervistati ha valutato Derby come la più grande rivalità nello stato di San Paolo.

## Storia
Il Derby Paulista ebbe origine negli anni 1910, con la fondazione del Corinthians (1º settembre 1910) e del Palestra Itália (1914). Entrambe le squadre giocavano nello stato di San Paolo, e, in seguito alla vittoria del Corinthians del Campionato Paulista del 1916, si svolse la prima gara tra queste due società. Il 6 maggio 1917 allo Stadio Palestra Itália: i padroni di casa ebbero la meglio per tre reti a zero, e tutte le marcature furono realizzate da Caetano. Il Corinthians ottenne la prima vittoria il 3 maggio 1919, quasi due anni esatti dopo l'incontro d'esordio, curiosamente con lo stesso punteggio, 3-0.

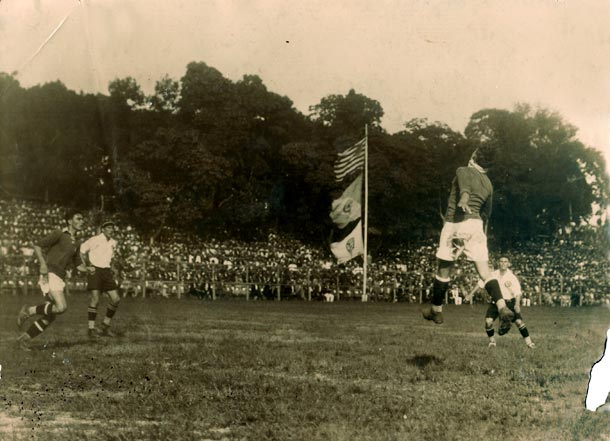
Un Derby Paulista degli anni 1920

 Il 5 novembre 1933 il Palestra Itália sconfisse i rivali per 8-0, risultato che rimane tuttora il più ampio di questo derby. Nell'aprile del 1937 la sfida tra Corinthians e Palestra Itália fu, per la prima volta, decisiva per la vittoria del campionato statale. Furono organizzate tre partite per stabilire chi fosse il vincitore del campionato dell'anno precedente, in cui le due fasi erano state vinte rispettivamente dall'una e dall'altra squadra. Fu il Palestra Itália ad aggiudicarsi il trofeo, vincendo due incontri. Nel 1942 il Palestra Itália cambiò nome in Sociedade Esportiva Palmeiras, e fu dunque in quell'anno che le squadre si affrontarono con i loro nomi attuali: in quella stagione il Palmeiras vinse il Paulistão e il Corinthians giunse secondo in classifica. Nel 1948 il Corinthians stabilì il maggior numero di derby senza sconfitte, 10, dal 26 dicembre 1948 al 24 marzo 1951; lo stesso fatto si ripeté dal 6 luglio 1952 al 21 luglio 1954. Il 6 febbraio 1955 il Corinthians vinse il titolo statale in occasione del quarto centenario della città di San Paolo del Brasile, sconfiggendo proprio i rivali del Palmeiras; da quell'anno iniziò per il club un periodo senza vittorie in àmbito statale che perdurò fino al 1977. Il 22 dicembre 1974 si registrò la maggior affluenza nella storia del derby, quando 120.522 persone giunsero al Morumbi per assistere al decisivo incontro del Campionato Paulista tra Palmeiras e Corinthians; i padroni di casa, guidati da Oswaldo Brandão, vinsero per 1-0, con rete di Ronaldo.

## Inizio della rivalità - 1910 e 1920
Nel primo confronto tra Palestra Itália e Corinthians, il 6 maggio 1917, vi fu una vittoria palestrina da 3 a 0, con tre gol dell'attaccante Caetano. Due volte campione della Paulista Football League, nel 1914 e nel 1916, Corinthians era stato imbattuto in 25 partite per tre anni. Quel pomeriggio, allo stadio Palestra Itália, cadde davanti all'allora nuovo Palestra, che sarebbe stato, da quel giorno, il suo più grande rivale nella storia.
La terza partita tra le due squadre fu giocata nel 1918, il 17 marzo. Il giorno della partita, i giocatori della Palestra Itália passarono davanti a una pensione dove gli atleti corinzi pranzarono. Il primo prese un osso di bue, scrisse il messaggio "Corinthians is chicken soup for Palestra" e girato nella caffetteria. Nel gioco, Palestra ha vinto due volte, ma ha rinunciato al pareggio, da 3 a 3. Da allora Corinthians tiene l'osso nella sua stanza dei trofei.
La prima vittoria bianca contro la Palestra fu il 3-0, il 3 maggio 1919, con gol di Américo, Garcia e Roverso, in una partita giocata all'Estádio da Floresta.
Nel 1921, Corinthians, Palestra Itália e  Paulistano, all'epoca la squadra più vincente della stagione, lottarono per il titolo del Campionato Paulista fino agli ottavi di finale. Nell'ultimo round, tuttavia, solo Corinzi e Paulistano avevano possibilità di ottenere un titolo. Paulistano ha battuto Sírio 3 a 2, ha raggiunto 39 punti e ha preso il comando nella competizione. È rimasto per i corinzi, con 38 punti, affrontare la Palestra, con 36 punti, in un periodo di calcio in cui la vittoria valeva due punti. Se avesse vinto, quindi, la squadra del Parque São Jorge sarebbe stata la campionessa. Il giorno di Natale, Palestra e Corinthians hanno giocato un duello a  Parque Antarctica, ancora timido e recentemente acquistato dalla squadra della colonia italiana, che ha sconfitto Corinthians 3-0 e ha dato il titolo a Paulistano. Per molti, a partire da quel gioco, la rivalità tra "alviverdes" e "alvinegros" si era decisamente consolidata e sarebbe durata per sempre.

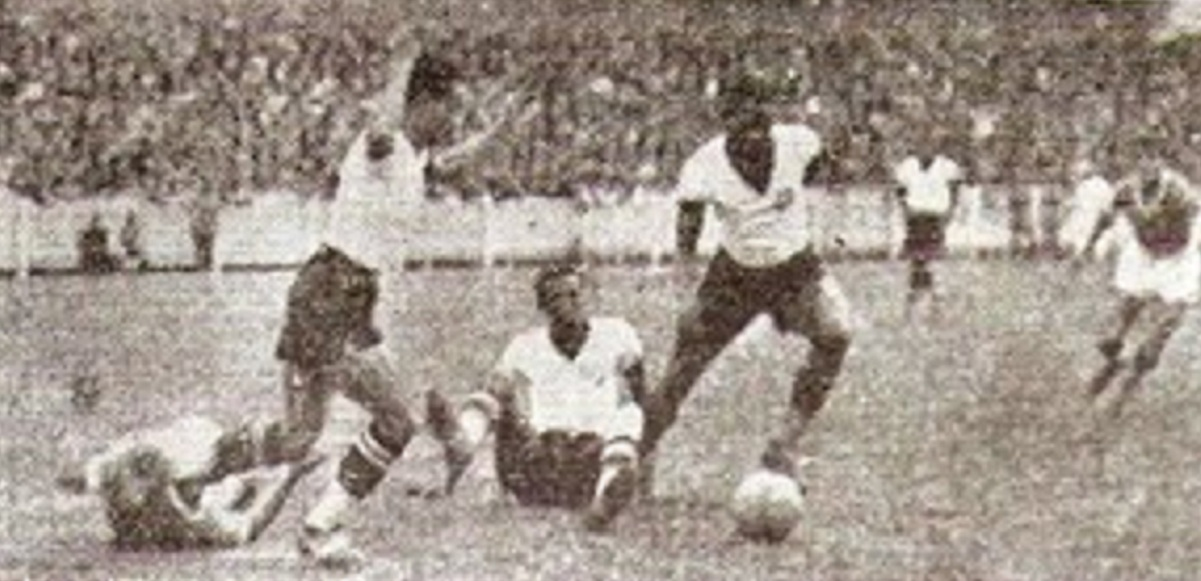
São Paulo Derby nel 1938

Nel 1929, quando il Campionato Paulista fu organizzato da due diverse entità, Corinthians fu campione dell'APEA, il più tradizionale di loro. Nell'ultimo round del primo singolo round, l'alvinegro ha approfittato del fatto che i palestrinos giocano solo con dieci: Heitor è stato infortunato, per segnare 4 a 1. La vittoria, dal campionato punti in corsa, valeva il titolo di la competizione, che ha avuto Santos come secondo classificato.
Nel 1933, il 5 novembre, la Palestra Itália applicò la più grande rotta nella storia del classico, in una partita giocata allo stadio Palestra Itália, che era valido contemporaneamente per il campionato Paulista e il torneo Rio-São Paulo di quell'anno. Con quattro gol di Romeu Pellicciari, uno di Gabardo e tre di Imparato, alviverde ha applicato un clamoroso 8-0 ad alvinegro, nella più grande sconfitta subita dai corinthianos in tutta la sua storia. L'impatto del thrashing sulla squadra del Parque São Jorge è stato così grande che ha rovesciato l'allora presidente del club, Alfredo Schurig, e ha fatto appiccare i fan dei Corinthians al quartier generale dell'associazione stessa.
Al campionato di San Paolo del 1936, Corinthians e Palestra Itália presero la loro prima decisione sul titolo in tre partite elettrizzanti, dato che l'alvinegro aveva vinto il primo turno imbattuto e alviverde aveva vinto il secondo turno. Le tre partite si giocarono tra aprile e maggio 1937. Nella prima partita, allo stadio Palestra Itália, la Palestra Itália vinse 1-0, con Alvinegro che lasciava il campo al 31 ° minuto del secondo tempo, lamentando un fallo da portiere nel spostamento dell'obiettivo. Nella seconda partita, al Parque São Jorge, le squadre hanno pareggiato 0-0. Nella terza partita, allo stadio Palestra Itália, la Palestra ha vinto il 2-1 finale e ha vinto il titolo.
Nel 1938, la storia del Derby Paulista includeva un fatto insolito che coinvolgeva  São Paulo FC e anche  Portuguesa. All'inizio di luglio di quell'anno, subito dopo la Coppa del Mondo del 1938, una crisi finanziaria costrinse la squadra tricolore a creare un torneo quadrangolare, chiamato Mündell Júnior Cup, al fine di raccogliere fondi per risolvere parte dei problemi. In quell'occasione, Corinthians e Palmeiras giocarono una partita, che era storicamente conosciuta come il "Jogo das Barricas". Il duello si è concluso con un pareggio per 0-0 e ha caratterizzato il bianco e nero del Parque São Jorge classificato per la finale dal maggior numero di curve. Nella finale, contro  Portuguesa, che ha eliminato San Paolo, i Corinthians hanno vinto il titolo. Dopo il torneo, la squadra tricolore è cresciuta nei mesi seguenti e si è classificata seconda nel Campionato Paulista dello stesso anno, vinto anche dai Corinthians.
Nel 1938, il campionato Paulista fu paralizzato ad aprile per i Mondiali di quell'anno. Come modo per mantenere attive le squadre statali in una competizione ufficiale, l'APEA ha creato il II Campionato Extra Paulista del 1938. E in finale, la decisione è stata tra Palestra Itália e Corinthians. Nella prima partita della finale, il 21 agosto, c'è stato un pareggio per 0-0. Nell'ultima e decisiva partita, il 18 settembre, la Palestra Itália vinse 2-1, vincendo due volte questo tipo di competizione, poiché ebbe il suo primo trionfo nel 1926.

## Rivalità negli anni '40
Nel 1940, la città di San Paolo vide l'inaugurazione dello stadio Pacaembu e il primo trofeo del luogo fu raggiunto durante un Derby. Ha partecipato alla Coppa della città di San Paolo (Nazionale), alla Palestra Itália, ai Corinthians,  Atlético Mineiro e  Coritiba. Dopo aver vinto le semifinali, il 5 maggio di quell'anno, la Palestra Itália e i Corinzi fecero un'altra finale. Con una vittoria per 2-1 sui Corinzi, la Palestra Itália è stata la prima campionessa di Pacaembu.
Nel periodo di maggiore agitazione nella storia di Palmeiras, durante la seconda guerra mondiale, quando la Palestra Itália fu costretta a cambiare il suo nome dalle leggi della dittatura di Vargas contro le associazioni che facevano riferimento ai paesi dell'Asse, i Corinthians furono in gran parte vittoriosi. Durante il passaggio dalla Palestra Itália a Palmeiras, il club adottò, da marzo a settembre 1942, il nome di Palestra de São Paulo. Nel frattempo, ha giocato quattro volte contro i Corinzi. Nella prima partita con quel nome provvisorio, tra l'altro, è stato battuto dall'alvinegro dal 4 all'1, il 28 marzo, dal Torneo Quinela de Ouro. Quasi due mesi dopo, il 27 maggio, i Corinthians hanno battuto lo stesso punteggio, per la Manoel Domingos Corrêa Cup. Per il Campionato Paulista del 1942, la Palestra fu imbattuta e, il 28 giugno, mantenne le sue condizioni pareggiando 1-1 con i Corinthians al primo turno. Giorni dopo, il 15 luglio, per la City Cup di San Paolo, i Corinzi hanno di nuovo battuto la Palestra de San Paolo, questa volta per 4-2.

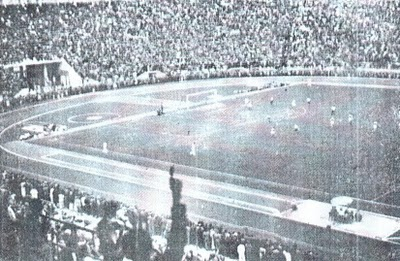
Derby di San Paolo al Pacaembu

Dopo che Palmeiras, nella sua prima partita con questa denominazione, vinse il titolo del Campionato di San Paolo del 1942, contro San Paolo, nell'episodio che divenne noto come Arrancada Heroica, la squadra incontrò Corinzi nell'ultimo round della competizione, che era contestato da punti in esecuzione. Per vendicarsi di ciò che la Palestra Itália aveva fatto ad alvinegro l'anno precedente, i Corinthians hanno impedito ad alviverde di essere un campione imbattuto, con una vittoria per 3-1, il 4 ottobre, nel primo Derby tra le squadre con il nuovo nome d'archivio.
La prima vittoria di Palmeiras con il nuovo nome sui Corinthians sarebbe arrivata solo nel 1943, il 23 maggio, per il primo round del campionato Paulista del 1943. In una partita disputata allo stadio Pacaembu, alviverde ha battuto alvinegro per 2-0, con due gol del centrocampista Lima, per un pubblico di 63.344 persone.
Nel 1945, gli archi rivali si riunirono per una causa politica. In una partita storica tenutasi allo stadio Pacaembu, Corinthians e Palmeiras hanno suonato un classico che mirava a raccogliere fondi per il Partito comunista brasiliano (PCB). La partita si è conclusa con una vittoria per 3-1 di alviverde ed è stata rappresentata anni dopo nel libro "Palmeiras x Corinthians 1945: O Jogo Vermelho", scritto dal politico Aldo Rebelo.
Il 25 aprile 1948, Derby Paulista ebbe la sua seconda più grande rotta nell'intera storia del classico. In una partita disputata allo stadio Pacaembu, per la City Cup di San Paolo, Palmeiras sconfisse il Corinthians per 6-0, sul tabellone che perde solo per l'8-0 del 1933, ancora ai tempi della Palestra Itália.

## il derby paulista nella seconda metà del 20 ° secolo
Il 1951 Torneo di Rio-São Paulo segnò il secondo momento clou dell'eccezionale campionato tra le due associazioni. La squadra di Palmeiras, che avrebbe vinto le cinque corone, fece del torneo Rio-SP quell'anno uno di loro. La prima partita finale si è svolta l'8 aprile e si è conclusa con il punteggio di 3 a 2 per gli smeraldi. Nella seconda e decisiva partita, che si è svolta l'11 aprile, Palmeiras ha vinto a Pacaembu giocando per un pubblico pagante di 54.465 spettatori e con 2 goal di Jair Rosa Pinto e uno di Aquiles. Il risultato finale è stato di 3 a 1, in quanto Luizinho ha scontato per i corinzi.

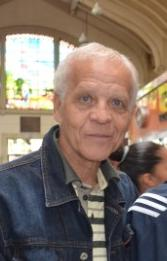
Ademir da Guia, Idolo di Palmeiras

Il 18 gennaio 1953, Derby ebbe il suo gioco più goloso della storia. Nel classico valido per il campionato Paulista, i Corinthians hanno sconfitto Palmeiras 6-4 allo stadio Pacaembu. Per l'alvinegro, Cláudio ha segnato tre gol e Baltazar due, nel gioco in cui la squadra del Parque São Jorge ha riempito di più le reti del più grande rivale.
Il 6 febbraio 1955, una partita importante nella storia del derby si tenne allo stadio Pacaembu, poiché la partita valeva il titolo del Campionato di calcio Paulista del 1954 e faceva parte delle celebrazioni del quarto centenario della città di São Paulo, che fu fondata nel 1554. Il sorteggio fu sufficiente per i corinzi per vincere il titolo. Per Palmeiras, è stato necessario sconfiggere il rivale e sperare in una nuova battuta d'arresto blackout nell'ultimo round, contro San Paolo. L'alvinegro ha fatto ciò di cui aveva bisogno, uscendo in vantaggio, con un gol di Luizinho nel primo tempo, a dieci minuti. Dopo che Palmeiras, vestito con magliette blu, ha pareggiato il punteggio con un gol di Nei, a sette minuti dal secondo tempo, l'alvinegro ha tenuto il pareggio da 1 a 1 e ha celebrato l'importante risultato. Dopo questo titolo, i Corinthians sarebbero diventati campioni di San Paolo solo 22 anni dopo, nel 1977.
Nel primo round del Paulista Championship del 1971, il 25 aprile, Corinthians e Palmeiras giocarono uno dei più grandi giochi della storia del classico. L'alvinegro, con molte accuse a causa del tabù, è stato pessimo in campionato e avrebbe dovuto affrontare Palmeiras de Leão, Luís Pereira, Dudu e Ademir da Guia a Estádio do Morumbi. Alviverde ha segnato 2-0 con gol di César Maluco nel primo tempo. Nella seconda metà del gioco, Corinthians è tornato pronto a terminare alviverde partito e è riuscito a pareggiare, con gol di Mirandinha, al 5 ° minuto, e Adãozinho, al 24 °. Palmeiras ha giocato un minuto dopo, con un goal del centrocampista Leivinha, ma Tião di Corinthians ha pareggiato di nuovo dopo 27 minuti. Al 43 ° minuto, Mirandinha ha rotto il pareggio per Alvinegro, chiudendo il punteggio in uno storico 4-3 e celebrando una delle più grandi vittorie sul suo più grande rivale.

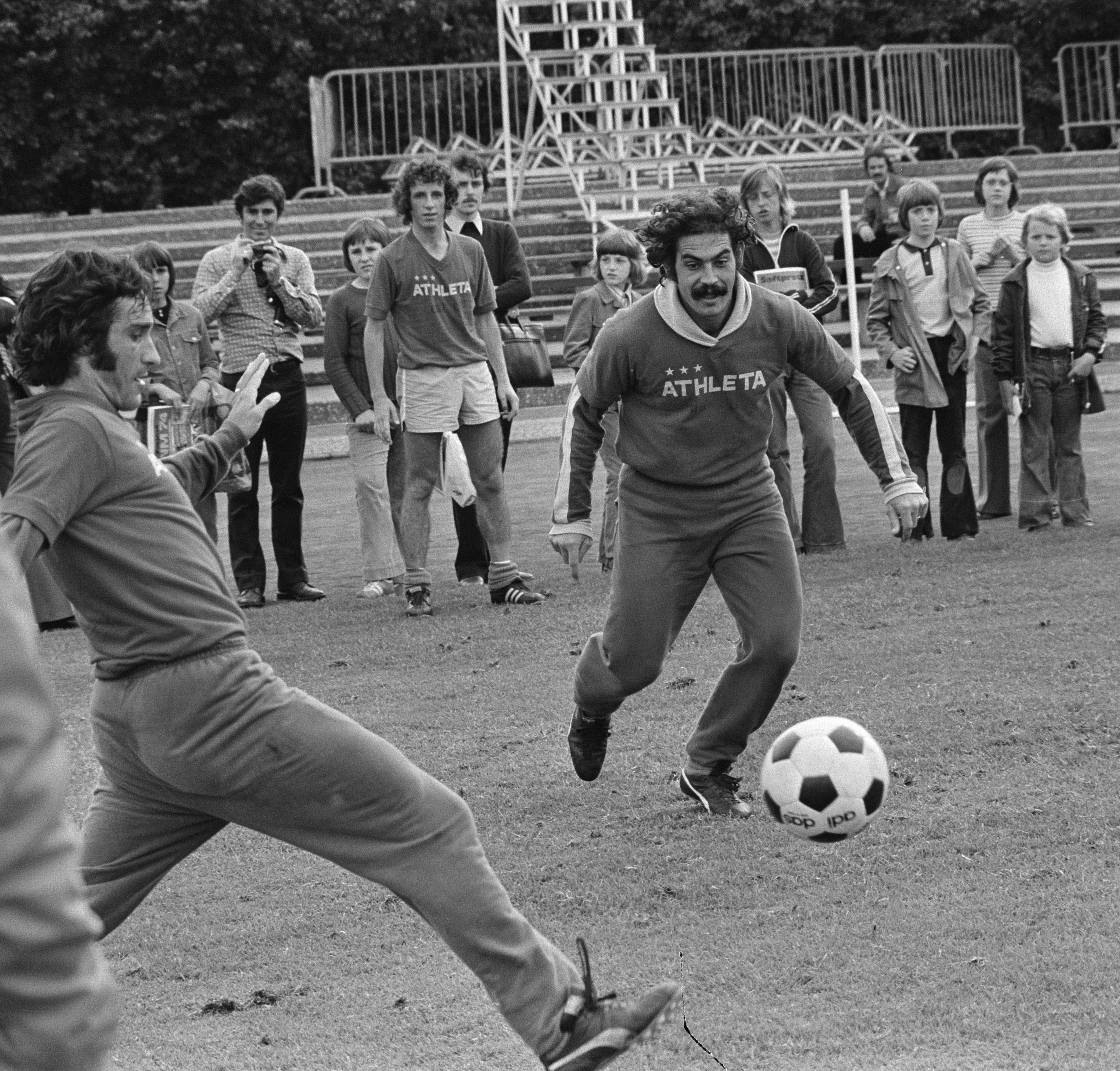
Roberto Rivelino, Idolo dei Corinthians

Il cambiamento rispetto alla decisione di San Paolo del 1954 sarebbe abbastanza doloroso per i fan dei Corinthians, poiché il 22 dicembre 1974, Palmeiras sconfisse Alvinegro da 1 a 0 nella finale del campionato di San Paolo quell'anno. Corinthians è stato senza vincere il titolo di stato per vent'anni e, contando anche stelle come Rivelino, Vaguinho e Zé Maria, e anche la stragrande maggioranza dei 120.522 fan che hanno sovraffollato Morumbi, il team Alvinegra è stato sconfitto dalla squadra alviverde comandata da Dudu e Ademir da Guia, con Osvaldo Brandão come allenatore. La vittoria di palmeirense è stata dichiarata dal gol dell'attaccante Ronaldo, al 24 ° minuto del secondo tempo. Alla fine della partita, la minoranza di poco più di diecimila fan di palmeirense nello stadio ha iniziato il grido "Zum, zum, zum, è 21", in riferimento a un altro anno che sarebbe stato aggiunto ai 20 di Corinthians senza titoli.
Nel campionato Paulista del 1979, Palmeiras era guidato dall'allenatore Telê Santana e veniva nominato il favorito per il titolo a causa della buona campagna nella prima fase della competizione. Una manovra nel backstage dell'allora presidente dei Corinzi, Vicente Matheus, ha giocato la semifinale che ha portato il Derby a gennaio 1980. Durante la prima fase del campionato, ha usato un diritto che ha finito per interrompere il campionato per 4 mesi. Il presidente corinzio si rifiutò di giocare la partita contro  Ponte Preta, nella prima fase, mentre era previsto un doppio round, e Matheus disse che i Corinthians sarebbero finiti danneggiati nella divisione del reddito (come è successo in gli anni di 77 e 78, secondo il regolamento, nei criteri di classificazione, anche la raccolta ottenuta dai club è stata considerata insieme al punteggio nei due round precedenti). In effetti, il doppio round non era previsto e il campionato si è fermato, rendendo l'intervento una strategia per paralizzare il campionato e raffreddare il più grande rivale che era pieno. Pertanto, senza lo stesso slancio della fine del 1979, Palmeiras ha concesso il pareggio per 1-1 sull'alvinegro del Parque São Jorge al 40 ° minuto del secondo tempo nella prima partita. Nella seconda partita, disputata il 30 gennaio, un goal di cannella di Biro-Biro, ha dato la vittoria e l'eliminazione di Corinthians alviverde, aprendo la strada al titolo di squadra in bianco e nero in quella competizione.

## Il derby negli anni '80 e '90
Nel 1982, l'altezza del tabù del titolo palmeirense e l'altezza della democrazia corinzia, i corinzi applicavano la sua più grande sconfitta su Palmeiras. In una partita valida per il campionato Paulista, l'alvinegro ha vinto per 5 a 1, con tre gol e uno spettacolo dell'allora nuovo arrivato  Casagrande, uno dal centrocampista  Sócrates e un altro dal centrocampista Biro-Biro. Con un team altamente tecnico, alvinegro ha seguito bene la competizione e ha raggiunto il titolo, dopo aver battuto San Paolo in finale. Alviverde era terzo nel campionato.
Nel 1983, una delle semifinali del campionato Paulista quell'anno presentò Derby. In due giochi molto controversi, Corinthians e Palmeiras hanno onorato la tradizione del classico. Nella prima partita, il punteggio era 1 a 1 e il momento clou era il segno imposto da alviverde su Socrate. Responsabile di questo compito, il difensore Márcio Alcântara non si è mai distaccato dal giocatore Corinthians in nessun momento, ma, dopo essere uscito dal tabellone, la squadra di alvinegro ha pareggiato a 31 minuti del secondo tempo, con un goal di rigore esattamente da Sócrates. Nella seconda partita, giocata anche al Morumbi Stadium, Palmeiras ha ripetuto la tattica di provare ad annullare il centrocampista, ma, già scottato, il giocatore è riuscito a muoversi più facilmente e, in una partita individuale, ha segnato il gol della vittoria da 1 a 0 Il tabellone segnapunti eliminò Palmeiras e assicurò i Corinthians in un'altra finale, in cui la squadra del Parque São Jorge avrebbe raggiunto il secondo campionato, sempre in cima a San Paolo.

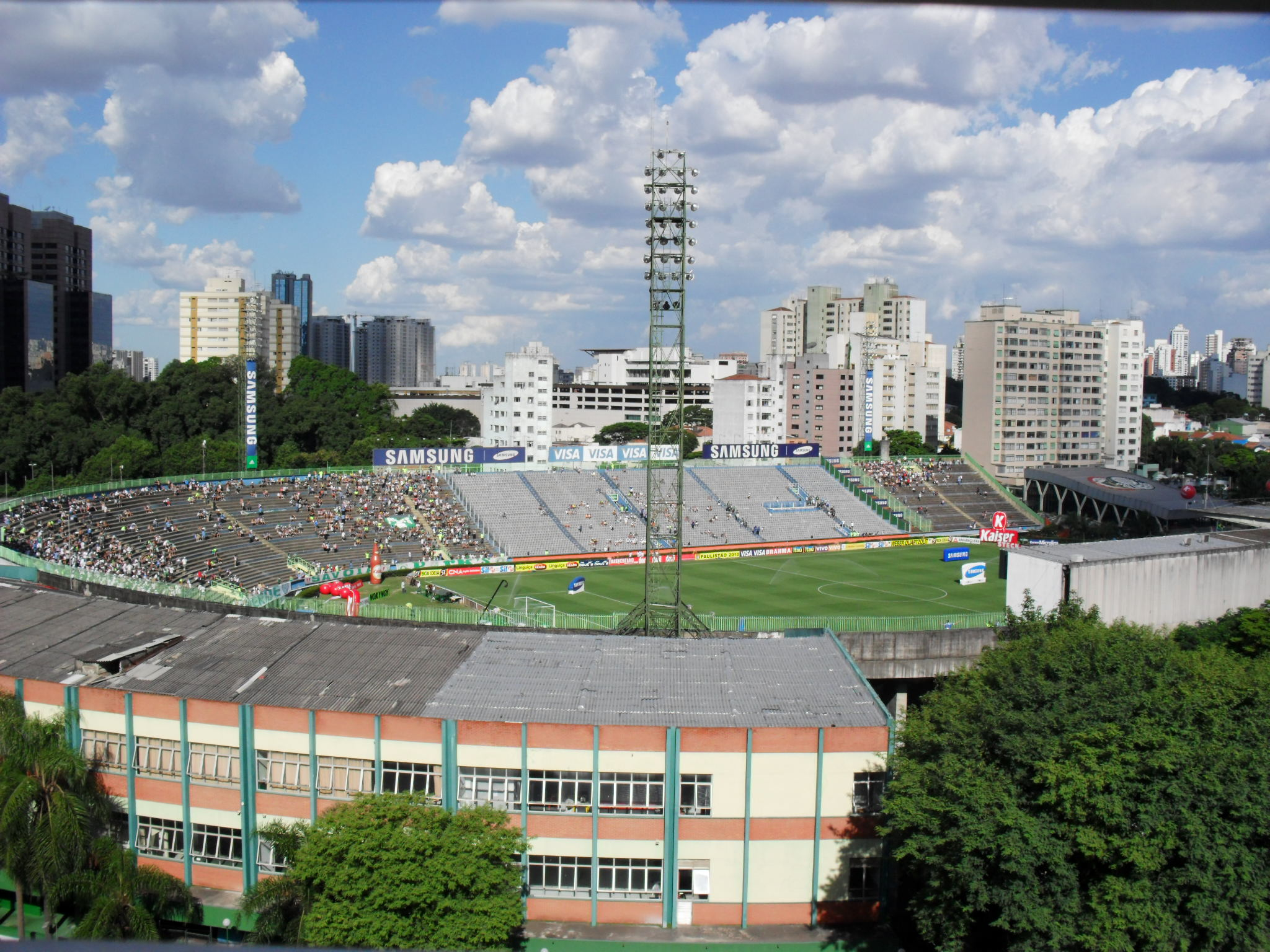
Estadio Palestra Italia Il vecchio stadio Palmeiras

Nel 1986, nonostante rimanesse ancora senza titoli, la Palmairense ebbe due gioie nelle partite contro i Corinthians, entrambe per il campionato Paulista di quell'anno. Il primo ha avuto luogo nel secondo turno del campionato, con il ritorno della sconfitta per 5-1 dei Corinthians nel 1982. Il secondo si è svolto in semifinale di Paulistão. Dopo una prima partita piena di errori arbitrali, Corinthians ha vinto la partita per 1 a 0, con un goal di Cristóvão. Palmeiras ha dato il resto nella seconda partita, con una vittoria per 3-0, con un ottimo display dell'attaccante Mirandinha, che ha segnato, in tempi normali, il goal era vivo al 42 ° minuto del secondo tempo e, nel tempo supplementare, il secondo obiettivo delle palme. La vittoria per 3-0 si è conclusa con un gol olimpico del centrocampista Éder.
Nel campionato brasiliano del 1989, Palmeiras raggiunse l'ultimo round e necessitò della vittoria per arrivare alla finale della competizione. Già eliminato, Corinthians è stato l'avversario indigesto nella partita giocata il 10 dicembre 1989, poiché, con un grande gol dell'attaccante Cláudio Adão, con il suo tallone, ha impedito all'archiviazione, 13 anni senza titolo, di fare la finale contro o San Paolo.

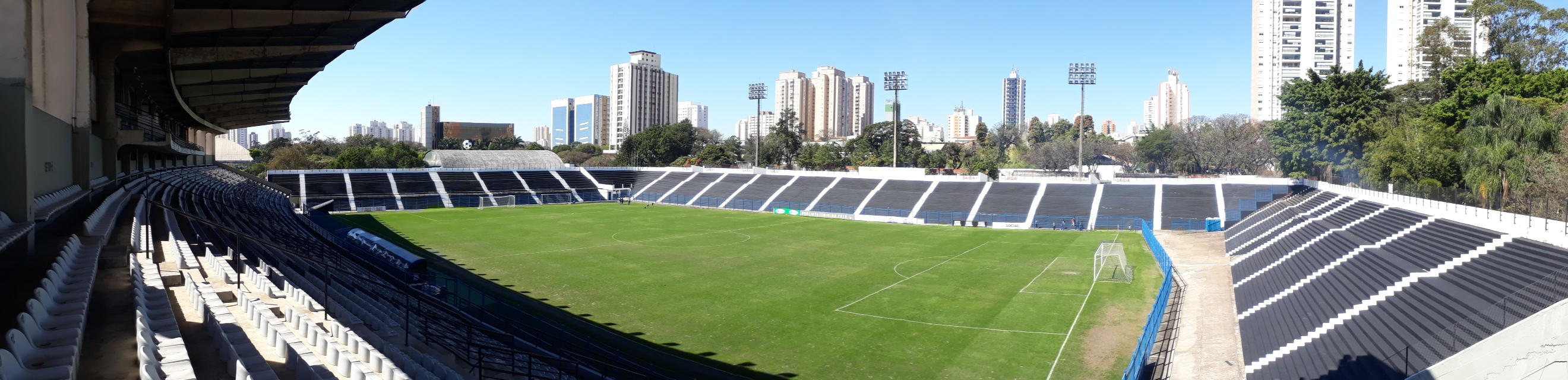
Estádio Alfredo Schürig, più comunemente noto come Estádio Parque São Jorge, o Fazendinha, è uno stadio di proprietà dei Corinthians

Il 12 giugno 1993, un'altra decisione che prevedeva un ampio tabù, di 16 anni, solo quella di Palmeiras. Comandato dall'allenatore Vanderlei Luxemburgo, alviverde ha concluso rapidamente il titolo, vincendo la finale del campionato Paulista contro i Corinthians 4-0 (3-0 in tempo normale e 1-0 in straordinario), con gol segnati da Zinho, Evair (2) e Edílson. Secondo le regole di concorrenza, Palmeiras, che aveva fatto la migliore campagna del campionato, doveva vincere la seconda partita della finale per prendere la decisione per i tempi supplementari, dal momento che Corinthians ha vinto la prima partita 1-0, con un goal segnato da Viola, che imitava un maiale, provocando la folla e il cast alviverde. Palmeiras ha aperto le marcature della seconda partita nel primo tempo, quando dopo un passaggio dal centrocampista Evair, il centrocampista Zinho ha colpito un calcio alla gamba destra. Nel secondo tempo, Mazinho ha giocato a sinistra e ha incrociato per allargare Evair. Poco dopo, Daniel Frasson ha attraversato da sinistra a Evair, che ha calciato sulla traversa, ma Edílson ha segnato sulla sinistra. Con questo punteggio, alviverde stava giocando per un pareggio negli straordinari, ma Evair ha segnato dal dischetto il goal del titolo e la rottura del tabù.
Sempre nel 1993, al Torneo Rio-SP, Palmeiras vinse un'altra finale contro i Corinthians. Nella prima partita, il diavolo Edmundo ha segnato due gol e si è assicurato la vittoria nella prima partita, a Pacaembu da 2 a 0. Gli obiettivi hanno finito per decidere il titolo, poiché nella partita finale, un pareggio per 0-0 ha preso la coppa alla Palestra Italia.

## Decisioni liberatorie della National League e della Copa Libertadores
Alla fine del 1994, Palmeiras e Corinthians presero un'altra decisione, questa volta il più importante del derby nazionale. Le squadre di San Paolo raggiunsero la finale del Campeonato Brasileiro Série A 1994 quell'anno in due partite disputate allo stadio Pacaembu. Nella prima partita, giocata il 15 dicembre, Alviverde ha sconfitto Alvinegro per 3-1, con un ottimo display del centrocampista Rivaldo, che ha segnato due dei tre gol del Palmeiras. Con l'apertura di un grande vantaggio rispetto all'archiviazione, Palmeiras è entrato tranquillamente nella seconda partita e ha vinto l'ottavo titolo del  Brazilian League il 18 dicembre con un pareggio per 1-1 contro i Corinthians.

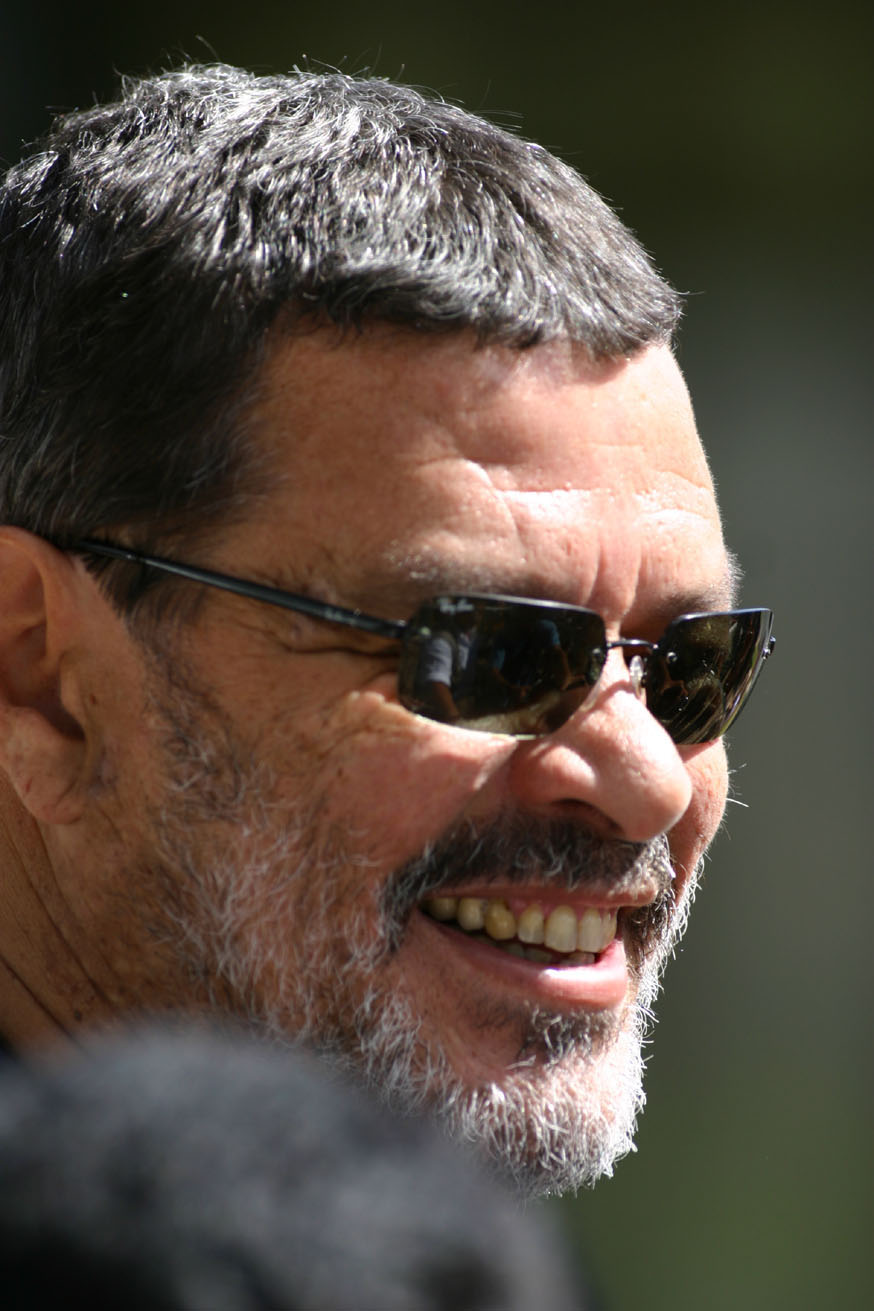
Sócrates, il grande nome di Corinthians

Nel 1995 Corinthians tornò a restituire a Palmeiras in una decisione, dopo fallimenti nei due anni precedenti. Quelle squadre raggiunsero le finali del campionato Paulista quell'anno e le due partite decisive furono giocate a Ribeirão Preto, allo stadio di Santa Cruz. La prima partita si è conclusa con un pareggio per 1-1, con Palmeiras che ha raggiunto l'uguaglianza al 48 ° minuto del secondo tempo con un goal di Nílson. Nella seconda partita, lo stesso Nílson ha aperto le marcature per alviverde, ma il centrocampista Marcelinho Carioca ha pareggiato un bel calcio di punizione. Negli straordinari, il centrocampista Elivelton ha definito il punteggio da 2 a 1 e ha siglato il titolo di Corinthians Paulista che, per la prima volta nella sua storia, lascia il campo con una vittoria in una decisione ufficiale contro il Palmeiras.
Nei quarti di finale del Copa Libertadores 1999, Palmeiras ha eliminato l'archiviazione. Entrambe le partite si sono svolte allo stadio Morumbi e si sono concluse con un punteggio di 2: 0: nella prima, il 5 maggio, la vittoria è arrivata da Palmeiras, dopo un vero bombardamento di Corinthians su goal alviverde, ma con grande prestazione del portiere Marcos, che venne chiamato "São Marcos" dai fan; nella seconda partita, il 12 maggio, vinsero i Corinthians. Con ciò, la decisione è passata ai rigori, con la squadra verde e bianca che ha vinto 4-2, con un'altra grande prestazione di Marcos, che ha visto l'attaccante corinzio Dinei calciare sulla traversa e che ha difeso una delle penalità della disputa, addebitata dal mezza Vampeta.
Un mese dopo lo scontro a Libertadores, Palmeiras e Corinthians sono tornati a una decisione, ora, nella finale del 1999 Campeonato Paulista. Nella prima partita, giocata il 13 giugno, alviverde risparmiò i titolari di titoli, come avrebbe avuto, tre giorni dopo, la decisione contro il Deportivo Cali della Colombia per la finale della Copa Libertadores. L'Alvinegro ha approfittato della situazione e ha vinto la partita per 3 a 0. Nella seconda partita, giocata il 20 giugno, pochi giorni dopo che Palmeiras ha vinto i Libertadores, la rivalità, che è storicamente immensa, era al limite. Marcelinho Carioca ha aperto le marcature, ma Evair, con due gol, ha girato il gioco, legato da Edílson, al 28 ° minuto del secondo tempo. Con il titolo praticamente garantito, Edílson provocò la squadra di Palmeiras creando "ambasciate" e destreggiandosi con la palla. L'ala Júnior e l'attaccante Paulo Nunes non hanno gradito la provocazione e sono andati per i corinzi, innescando una lotta generale sul campo. Il giudice Paulo César de Oliveira ha concluso la partita prima del tempo normale e Corinthians è stato di nuovo campione di San Paolo.

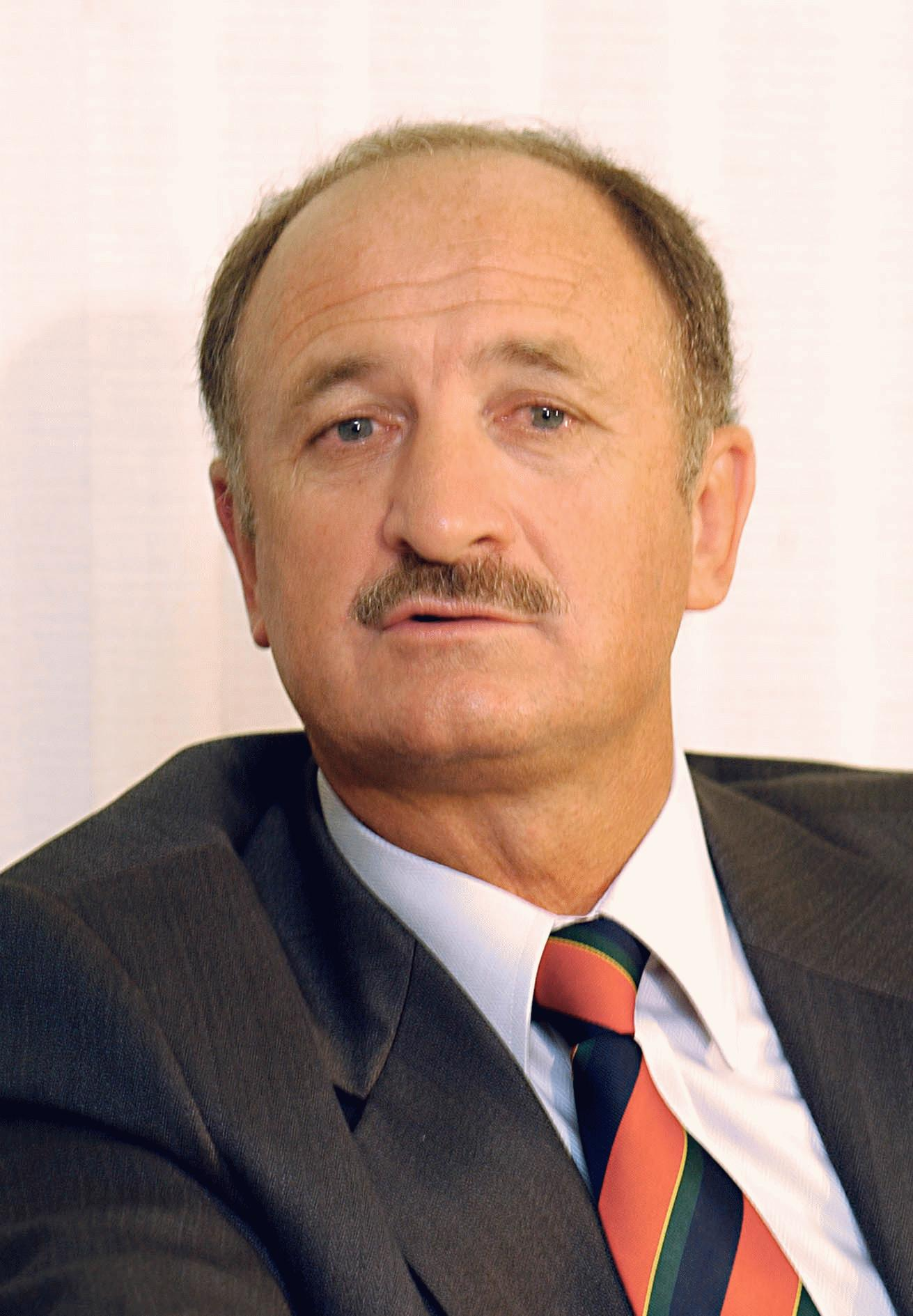
Luiz Felipe Scolari ha allenato Palmeiras in due periodi.

L'anno seguente, i due grandi rivali tornarono a incontrarsi nella Copa Libertadores 2000, solo nella fase semifinale. Il duello, vinto ancora ai rigori da Palmeiras, portò anche come ingredienti il fatto di aver difeso il titolo continentale del 1999 e Corinthians vinse, all'inizio del 2000, il primo  Campionato mondiale FIFA Club . I nuovi scontri, che si sono svolti allo stadio Morumbi, sono stati anche visti come una forma di rivincita dei Corinzi sui loro rivali, in relazione alla fase a eliminazione diretta dell'anno precedente. Nella prima partita della semifinale del 2000 Libertadores, i Corinthians hanno battuto il Palmeiras 4-3. Dopo aver aperto le marcature con un goal del centrocampista Ricardinho e aver permesso alla squadra di legare la partita in 3 a 3, alvinegro ha deciso la partita negli ultimi minuti, con un goal dalla ruota Vampeta. La partita decisiva, giocata il 6 giugno, ebbe alte dosi di emozione, dato che aveva due turni di punteggio. Palmeiras ha aperto le marcature con un goal dell'attaccante Euller. Corinthians ha raggiunto il primo turno con due gol di Luizão. Palmeiras ha girato di nuovo il gioco e ha stabilito il punteggio sul 3-2, con gol di Alex e Galeano. Con l'uguaglianza della differenza reti, la classifica per la fase successiva tra le due squadre è stata, per il secondo anno consecutivo, definita nei calci di rigore. Palmeiras ha eliminato i corinzi, convertendo i cinque calci di punizione, mentre l'avversario ha sprecato l'ultimo calcio di punizione indiretto, dopo che il portiere Marcos ha difeso la raccolta dell'idolo corinzio Marcelinho Carioca, in uno dei momenti più sorprendenti della storia della competizione e del Derby di São Paulo.

## Il derby di San Paolo oggi
Nel 2011, Palmeiras e Corinthians hanno giocato una partita molto tesa in semifinale al campionato Paulista. Con il controverso arbitrato del giudice Paulo César de Oliveira, alviverde ha giocato la maggior parte della partita con un giocatore in meno, mentre il difensore Danilo è stato espulso per un carro violento sul corinzio Liédson. Nonostante le avversità e anche l'espulsione dell'allenatore Luis Felipe Scolari, Palmeiras ha dominato la partita e ha segnato il primo gol, al 7 ° minuto del secondo tempo, con il difensore Leandro Amaro. Il Corinthians, a sua volta, ha legato la partita al 19 minuti, con un goal dell'attaccante William. La disputa era in una sola partita e, finita in parità, la decisione è passata ai rigori. Nelle collezioni, il portiere dei Corinthians Júlio César ha difeso la sesta raccolta, dal giocatore della città di João Vítor, e il peruviano Ramirez ha colpito il calcio di punizione, classificando la squadra nelle finali del campionato e rompendo un tabù corinzio, che non aveva mai eliminato il archiviare attraverso calci di rigore.
Nello stesso anno, a dicembre, gli archivi si incontrarono di nuovo in un gioco decisivo. Palmeiras non aveva alcuna possibilità di vincere un titolo ed era già qualificato per la Copa Sudamericana del 2012, ma Corinthians stava giocando il gioco che poteva portare la sua quinta conquista del campionato brasiliano, giocato nel sistema dei punti di corsa. Il team di alvinegra era il leader della competizione e aveva bisogno solo di un pareggio per ottenere il titolo, mentre Vasco, al secondo posto nel tavolo, aveva bisogno di radicare per la vittoria di Palmeiras e sconfiggere il loro acerrimo rivale  Flamengo a Estádio Nilton Santos per essere campione. All'Estádio do Pacaembu, Corinthians e Palmeiras hanno giocato una partita tesa, con due espulsioni su ogni lato, ma senza gol, mentre Vasco e Flamengo hanno pareggiato 1-1 a Rio de Janeiro. Alla fine di entrambe le partite, Corinthians ha vinto il campionato brasiliano 2011. Palmeiras si è classificato undicesimo in campionato. Vasco, a sua volta, ha preso il vice-campionato e Flamengo era in quarta posizione del tavolo.
Nel 2014, il 27 luglio, Corinthians e Palmeiras si sono nuovamente affrontati, questa volta nel nuovo stadio dell'Alvinegro, Arena Corinthians, per il primo turno del campionato brasiliano. Con gol di Paolo Guerrero e Petros, la squadra di casa ha sconfitto la squadra alviverde di 2 a 0 nel primo Derby Paulista giocato nell'arena.

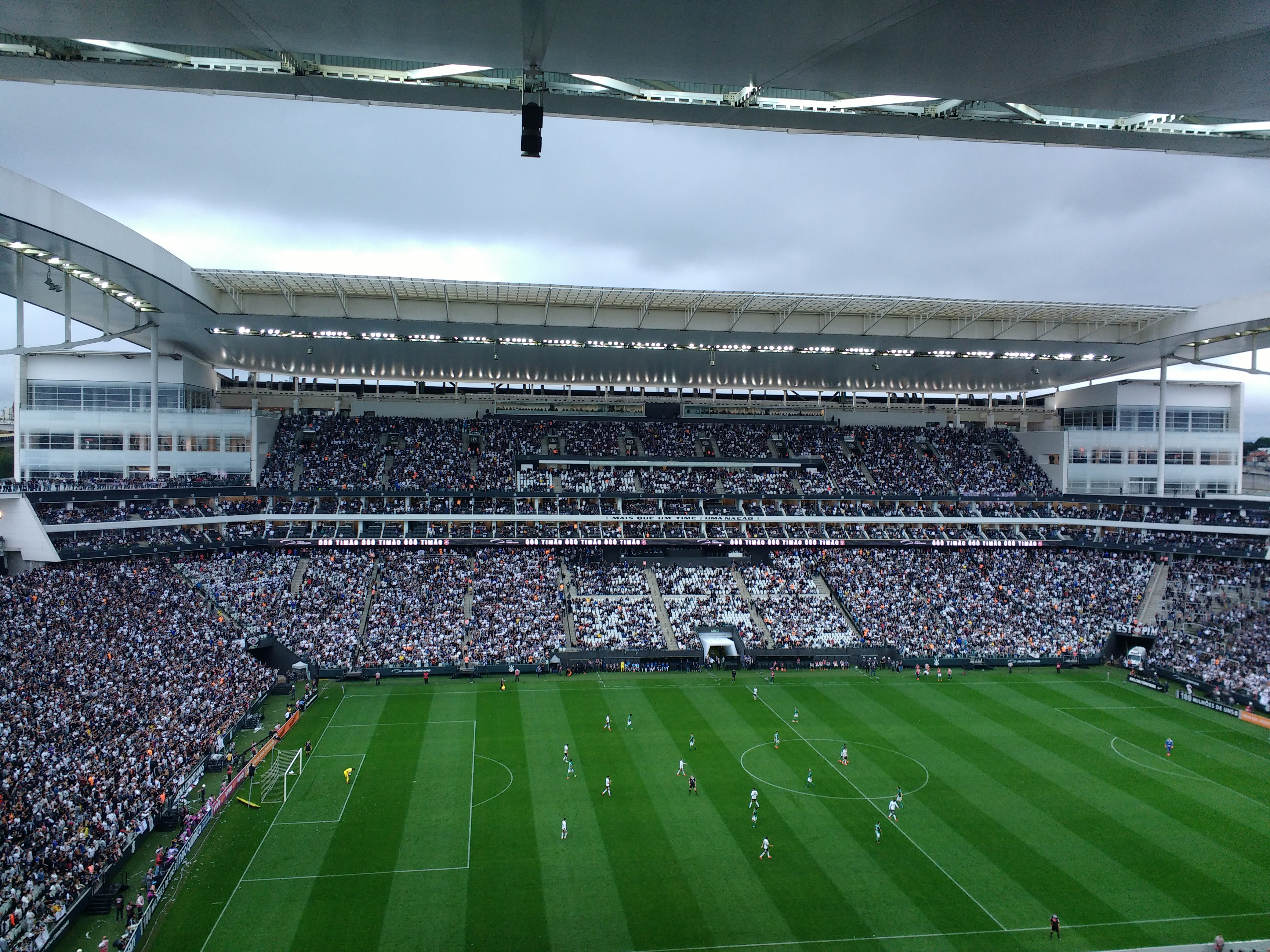
The Derby nel 2017

L'anno seguente, l'8 febbraio 2015, è stata la volta di Derby che si terrà presso Allianz Parque, una nuova arena di Palmeiras, costruita dove si trovava l'ex stadio Palestra Itália. Nella settimana che precede il duello per la prima fase del 2015 Campeonato Paulista, a causa della paura della violenza tra i fan organizzati rivali, il Ministero Pubblico ha cercato di imporre la sua volontà di giocare con l'unica folla interna, un desiderio che era anche del presidente. da Palmeiras, Paulo Nobre, ma che non ha avuto il supporto dei fan di entrambe le squadre. Dopo che il presidente dei Corinzi, Mario Gobbi, ha minacciato di non giocare la partita, la federazione di calcio di San Paolo è tornata e ha assegnato il carico di biglietti all'alvinegro. Nel gioco, a differenza di Corinthians, alviverde non è riuscito a vincere il primo Derby nell'arena rimodellata. Ha perso 1-0, con un goal del centrocampista Danilo, in una partita segnata anche dall'espulsione del portiere Cássio Ramos, dai Corinthians, per cera.
La vendetta di Palmeirense arrivò mesi dopo, nello stesso campionato Paulista, per la semifinale della competizione. In una partita giocata all'Arena Corinthians il 19 aprile 2015, le squadre hanno pareggiato in tempo normale con il punteggio di 2 a 2: Palmeiras è uscito in vantaggio con un goal di Victor Ramos, ha preso il turno con goal di Danilo e Mendoza, ma ha pareggiato con Rafael Marques. Il regolamento del campionato prevedeva una sola partita a casa della squadra con la migliore campagna, l'imbattibile bianco-nero. Ma, se ci fosse un pareggio, la decisione andrebbe ai rigori. Nelle accuse, l'attaccante alviverde Robinho ha espulso la palla, ma Elias e Petros, di Corinthians, hanno fatto risparmiare le accuse dal portiere Fernando Prass. La vittoria della squadra ospite ai rigori da 6 a 5, in mezzo all'arena di Itaquera, ha rappresentato la prima eliminazione dei corinzi nella loro nuova casa in una competizione ufficiale, precisamente per lo storico archivio, che si è qualificato per la finale della competizione, contro il Santos.
Poco più di un mese dopo aver eliminato i Corinthians nel Campionato Paulista, Palmeiras ha avuto la meglio sui loro rivali, questa volta con una vittoria a tempo normale, alla Corinthians Arena, da 2 a 0, per il primo round del Campionato brasiliano 2015. Fu la prima vittoria di Alviverde nella casa di Alvinegra e la prima sconfitta dei corinzi nei classici nella loro arena. La partita, che si è giocata il 31 maggio e ha segnato gol segnati da Rafael Marques e Zé Roberto, ha anche permesso a Palmeiras di superare le vittorie sull'archiviazione che è durata dall'agosto 2011.
Il 2015 è stato un anno importante per rinvigorire la rivalità e, nel secondo round del campionato brasiliano, non è stato diverso da quello visto nella prima metà. Il 6 settembre, in una partita giocata ad Allianz Parque, Palmeiras e Corinthians hanno realizzato un classico definito dalla stampa come "elettrizzante". Nel gioco, alviverde è uscito davanti al marcatore con un goal segnato da Lucas, nel 18 ° minuto del primo tempo, ma l'alvinegro ha pareggiato nel 24 °, con Guilherme Arana. Nella sequenza, a 26 anni, Palmeiras è tornato a pareggiare con un goal segnato dal centrocampista Robinho. I corinzi sono arrivati alle 2 a 2, a 37, con un gol contro il centrocampista alviverde Amaral, ma l'arcivale ha fatto ancora 3 a 2, nel primo tempo, a 41, con un goal segnato da Dudu. Nella fase finale, alvinegro ha iniziato un pareggio dopo 33 minuti, stabilendo il punteggio da 3 a 3, in una delle migliori partite del Brasileirão 2015.
La prima vittoria di Palmeiras ad Allianz Parque sul più grande rivale è avvenuta il 12 giugno 2016, quando hanno sconfitto Corinthians 1-0 in una partita valida per il campionato brasiliano 2016. Il goal del gioco è stato segnato a 2 minuti dal secondo tempo dal centrocampista Cleiton Xavier. In questo Derby Paulista, era anche la prima volta che il classico veniva suonato con una folla unica. All'epoca, nell'arena delle palmeirense i suoi registri pubblici erano stati infranti. C'erano 39.935 pagatori per un reddito di R $ 2.763.659,36.
Il 2017 è l'anno che segna il centenario di Derby Paulista e conta sull'unione delle squadre nella promozione del classico, con diverse azioni di marketing insieme. Nel primo classico dell'anno, giocato all'Arena Corinthians, alvinegro ha preso il meglio, sconfiggendo alviverde da 1 a 0. La partita è stata contrassegnata da un errore di arbitrato del giudice Thiago Duarte Peixoto, che per errore ha espulso il centrocampista Gabriel. Corinthians, invece di avvertire il giocatore alvinegro Maycon in una mossa con Keno in avanti, da Palmeiras, alla fine del primo tempo. In svantaggio numerico, Corinthians è stato messo alle strette dal rivale per gran parte del secondo tempo, ma ha raggiunto l'obiettivo dell'eroica vittoria nel 43 ° minuto del secondo tempo con un goal dell'attaccante Jô, portando la folla al delirio. Nella seconda partita che ha segnato l'anno centenario, i Corinzi hanno sconfitto ancora una volta il Palmeiras, questa volta 2-0 e ad Allianz Parque, per il primo round del campionato brasiliano 2017, con gol di Jadson e Guilherme Arana. Come nel 2016, quando Palmeiras aveva vinto le tre partite dell'anno nel classico, Corinthians ha chiuso il triplo delle vittorie sul più grande rivale nel secondo turno del campionato brasiliano, in una partita giocata il 5 novembre. Con gol di Angel Romero, in un impedimento non segnato, Balbuena e Jô, il ragazzo in bianco e nero ha sconfitto l'alviverde di 3 a 2, che ha segnato con Mina e Moisés, in un gioco che ha stabilito il record per la maggior parte delle apparizioni in club in l'Arena di Corinthians.

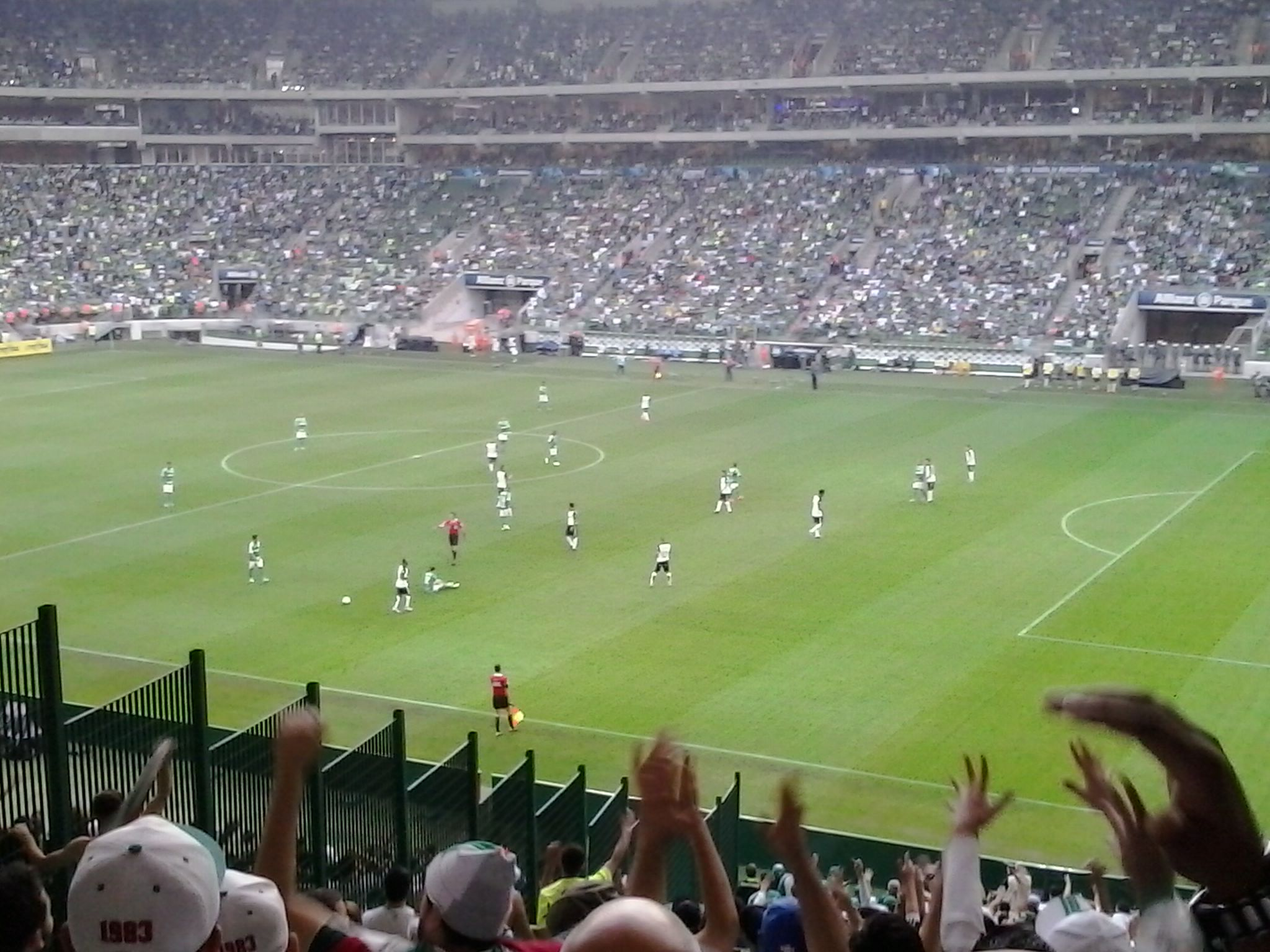
Paulista Derby nel 2015 con punteggio finale in 3 - 3

Nel 2018, dopo 19 anni, Corinthians e Palmeiras decisero di nuovo la finale del campionato, in questo caso quella del Paulista Championship 2018. Nella prima partita, giocata all'Arena Corinthians, in una partita molto controversa, Palmeiras ha vinto da 1 a 0, con un goal dell'attaccante Miguel Borja, interrompendo una sequenza di quattro vittorie consecutive sui Corinthians nelle precedenti quattro partite del Derby. Nella seconda partita disputata ad Allianz Parque, Corinthians ha effettuato il cambio, vincendo 1-0 in tempo normale, con un goal di Rodriguinho. Con il risultato, la decisione è passata ai rigori, con un'altra vittoria di Alvinegra, questa volta da 4 a 3. Quindi, Corinthians ha vinto il suo ventinovesimo titolo di San Paolo nel mezzo della casa. La finale di Allianz Parque è stata anche segnata dal controverso arbitrato del giudice Marcelo Aparecido Ribeiro de Souza, che ha annullato un rigore (inesistente) contro l'attaccante del Palmeiras Dudu, nella seconda metà della partita. A quel tempo, il gioco fu paralizzato per 8 minuti, con tumulti provocati da giocatori di entrambe le squadre, che non erano soddisfatti, a volte con il segno (nel caso dei Corinzi) e talvolta con il segno (nel caso delle palmeirense). Con l'arbitro indietro, la partita è andata a tempo normale con il punteggio da 1 a 0 per Corinthians. Dopo che il titolo della squadra alvinegra è stato confermato con la vittoria ai rigori, Palmeiras ha denunciato la violazione con la federazione calcistica di San Paolo, sostenendo che la decisione del giudice è stata modificata da interferenze esterne, una procedura non autorizzata dalla FIFA, e che ha condizionato la fine della violazione. con l'adozione di pratiche più trasparenti da parte dell'entità in relazione all'arbitrato, come l'implementazione dell'arbitro video. La rivolta di Palmeirense con arbitrato e la perdita del titolo per il più grande rivale colpì anche la folla, con la distruzione di attrezzature e treni della metropolitana  Stazione Barra Funda, fatta dai membri di 'torcidas organadas '(teppisti).

## Record di spettatori per il Derby Paulista

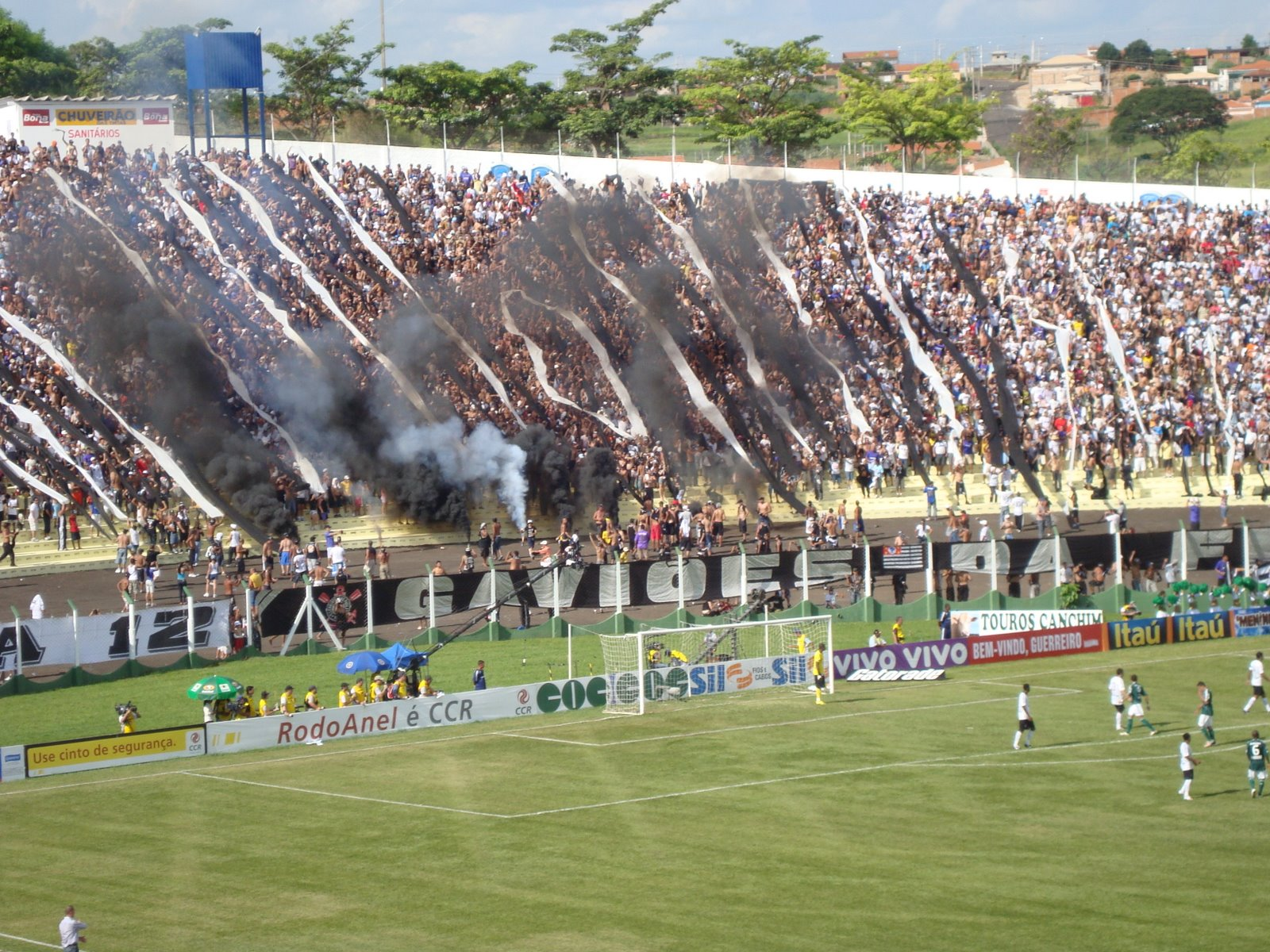
Il Derby Paulista dell'8 marzo 2009, valevole per il campionato statale

### Incontri tenuti al Morumbi
1. Palmeiras 1 - 0 Corinthians, 120.522, 22/12/1974.
2. Palmeiras 4 - 0 Corinthians, 104.401, 12/06/1993.
3. Corinthians 1 - 0 Palmeiras, 102.939, 31/08/1977.
4. Corinthians 0 - 2 Palmeiras, 102.187, 16/04/1989.
5. Corinthians 1 - 0 Palmeiras,  95.784, 08/12/1983.
6. Corinthians 1 - 0 Palmeiras,  95.759, 24/08/1986.
7. Corinthians 3 - 0 Palmeiras,  94.872, 12/11/1978.
8. Corinthians 0 - 0 Palmeiras,  94.852, 18/02/1979.
9. Corinthians 1 - 0 Palmeiras,  93.736, 06/06/1993
10. Palmeiras 3 - 0 Corinthians,  92.982, 27/08/1986.

### Incontri tenuti al Pacaembu
1. Corinthians 1 - 0 Palmeiras, 65.243, 13/04/1960.
2. Corinthians 3 - 0 Palmeiras, 64.726, 24/03/1959
3. Palmeiras 2 - 0 Corinthians, 63.344, 23/05/1943.
4. Corinthians 3 - 3 Palmeiras, 62.584, 02/04/1961.
5. Corinthians 1 - 1 Palmeiras, 62.514, 13/09/1961.
6. Corinthians 3 - 0 Palmeiras, 61.726, 24/03/1951.
7. Palmeiras 2 - 1 Corinthians, 60.000, 05/05/1940.
8. Palmeiras 1 - 0 Corinthians, 55.992, 04/06/1967
9. Palmeiras 3 - 1 Corinthians, 54.465, 11/04/1951
10. Corinthians 1 - 0 Palmeiras, 54.312, 13/09/1964

## Statistiche

### Incontri
Dati aggiornati al 12 aprile 2025.
| Competizion5                    | Partite | Vittorie Corinthians | Pareggi | Vittorie Palmeiras | Gol Corinthians | Gol Palmeiras |
| ------------------------------- | ------- | -------------------- | ------- | ------------------ | --------------- | ------------- |
| Campionato paulista             | 217     | 79                   | 68      | 70                 | 290             | 296           |
| Torneo Rio-San Paolo            | 29      | 7                    | 6       | 16                 | 36              | 58            |
| Série A                         | 71      | 19                   | 24      | 28                 | 64              | 91            |
| Torneio dos Campeões            | 2       | 0                    | 1       | 1                  | 1               | 2             |
| Copa Libertadores               | 6       | 3                    | 0       | 3                  | 10              | 10            |
| Altre competizioni e Amichevoli | 60      | 23                   | 19      | 18                 | 100             | 90            |
| Total                           | 387     | 133                  | 118     | 136                | 501             | 547           |

1. ↑  Tre derby sono stati simultaneamente validi sia per il Torneio Rio-São Paulo che per il Campeonato Paulista di quella stagione. Il Palmeiras ne ha vinti due, entrambi nel 1933, mentre il Corinthians ha vinto una partita nel 1940. In questa tabella, tali partite sono considerate solo come incontri del Torneio Rio-São Paulo.
2. ↑  Una partita vinta dal Corinthians per forfait nel Campeonato Paulista del 1923 non è inclusa nelle statistiche dell'incontro.

### Migliori marcatori
| Nome               | Gol | Squadra         |
| ------------------ | --- | --------------- |
| Cláudio            | 21  | Corinthians     |
| Baltazar           | 20  | Corinthians     |
| Luizinho           | 19  | Corinthians     |
| Teleco             | 15  | Corinthians     |
| Heitor             | 14  | Palestra Itália |
| César Maluco       | 13  | Palmeiras       |
| Marcelinho Carioca | 13  | Corinthians     |
| Romeu Pellicciari  | 13  | Palmeiras       |

### Maggior numero di presenze
| Nome           | Presenze | Squadra   |
| -------------- | -------- | --------- |
| Ademir da Guia | 57       | Palmeiras |